# Ohio County (Indiana)
Ohio County ist ein County im Bundesstaat Indiana der Vereinigten Staaten. Der Verwaltungssitz (County Seat) ist Rising Sun.

## Geographie
Das County liegt fast im äußersten Südosten von Indiana, grenzt im Osten an Kentucky und hat eine Fläche von 227 Quadratkilometern, wovon zwei Quadratkilometer Wasserfläche sind. Es grenzt im Uhrzeigersinn an folgende Countys: Dearborn County, Boone County (Kentucky), Switzerland County und Ripley County. Das County ist Teil der Metropolregion Cincinnati.

## Geschichte
Ohio County wurde am 4. Januar 1844 aus Teilen des Dearborn County gebildet. Benannt wurde es nach dem Ohio River.
2 Bauwerke und Stätten des Countys sind im National Register of Historic Places eingetragen (Stand 3. September 2017).

## Demografische Daten

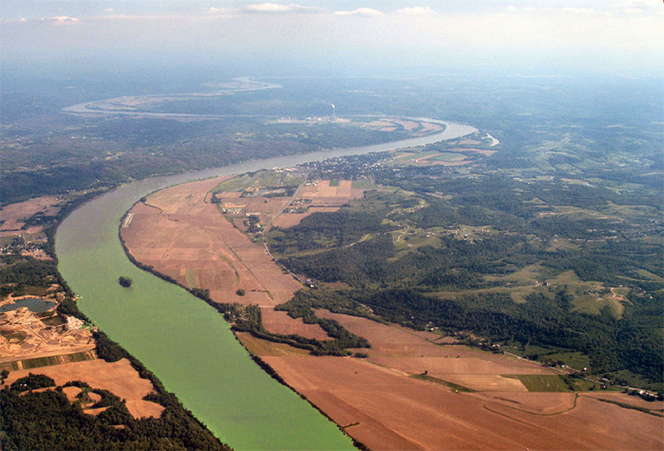
Der Ohio River nahe Rising Sun

Nach der Volkszählung im Jahr 2000 lebten im Ohio County 5623 Menschen in 2201 Haushalten und 1586 Familien. Die Bevölkerungsdichte betrug 25 Einwohner pro Quadratkilometer. Ethnisch betrachtet setzte sich die Bevölkerung zusammen aus 98,70 Prozent Weißen, 0,48 Prozent Afroamerikanern, 0,12 Prozent amerikanischen Ureinwohnern, 0,14 Prozent Asiaten, 0,02 Prozent Bewohnern aus dem pazifischen Inselraum und 0,05 Prozent aus anderen ethnischen Gruppen; 0,48 Prozent stammten von zwei oder mehr Ethnien ab. 0,44 Prozent der Bevölkerung waren spanischer oder lateinamerikanischer Abstammung.
Von den 2201 Haushalten hatten 31,9 Prozent Kinder unter 18 Jahre, die mit ihnen im Haushalt lebten. 59,9 Prozent waren verheiratete, zusammenlebende Paare, 8,5 Prozent waren allein erziehende Mütter und 27,9 Prozent waren keine Familien. 23,2 Prozent waren Singlehaushalte und in 10,2 Prozent lebten Menschen mit 65 Jahren oder darüber. Die Durchschnittshaushaltsgröße betrug 2,53 und die durchschnittliche Familiengröße lag bei 3,00 Personen.
24,8 Prozent der Bevölkerung waren unter 18 Jahre alt, 7,8 Prozent zwischen 18 und 24, 28,6 Prozent zwischen 25 und 44 Jahre. 25,0 Prozent zwischen 45 und 64 und 13,7 Prozent waren 65 Jahre alt oder älter. Das Durchschnittsalter betrug 38 Jahre. Auf 100 weibliche Personen kamen 97 männliche Personen. Auf 100 Frauen im Alter von 18 Jahren und darüber kamen 96,2 Männer.
Das jährliche Durchschnittseinkommen eines Haushalts betrug 41.348 US-Dollar, das Durchschnittseinkommen der Familien 48.801 USD. Männer hatten ein Durchschnittseinkommen von 37.297 USD, Frauen 25.242 USD. Der Pro-Kopf-Einkommen betrug 19.627 USD. 5,8 Prozent der Familien und 7,1 Prozent der Bevölkerung lebten unterhalb der Armutsgrenze.

## Orte im County
- Aberdeen
- Bear Branch
- Blue
- Buffalo
- Camp Shor
- Cofield Corner
- Hartford
- Milton
- Rising Sun

Townships
- Cass Township
- Pike Township
- Randolph Township
- Union Township